# Nuestras Batallas
Nuestras Batallas (en francés: Nos batailles), también conocida como ¿Dónde está ella?,  es una película de género drama belga-francesa dirigida por Guillaume Senez y estrenada en 2018. Fue protagonizada por Romain Duris, quien interpreta a un padre abandonado por su esposa y quien deberá de hacerse cargo de sus dos hijos por su cuenta.
La película fue proyectada en la semana de la crítica en el Festival de Cannes. Fue ganadora de cuatro Premios Magritte incluyendo el de Mejor Película y Mejor Director y Duris fue nominado en los Premios César y en los Premios Lumières.

## Sinopsis
Mientras que Olivier, de 39 años, pone tanto esfuerzo como puede en su trabajo, Laura, su esposa y la madre de sus dos hijos, desaparece de la casa y lo deja solo para que asuma sus responsabilidades. Olivier, desconcertado, tendrá que asumir su nuevo papel como padre y criar a sus hijos por su cuenta.

## Reparto
- Romain Duris como Olivier.
- Laure Calamy como Claire.
- Laetitia Dosch como Betty.
- Lucie Debay como Laura.
- Basile Grunberger como Elliot.
- Lena Girard Voss como Rose.
- Dominique Valadié como Joëlle, la madre de Olivier y Betty.
- Sarah Le Picard como Agathe.
- Cédric Vieira como Paul.
- Sahra Daugreilh como la compañera de trabajo de Laura.
- Francine Lorin-Blazquez como Marie.
- Valentine Cadic como Anna.
- Kris Cuppens como Jan.
- Jeupeu como Jean-Luc.
- Nadia Wonderheyden como la psiquiatra infantil.

## Recepción

### Crítica
La película recibió críticas mayormente positivas. "Un retrato íntimo y cuidadoso (...) Define al director belga como un cineasta humanista con una gran sutileza y percepción" dijo Guy Lodge de Variety."Un drama serio que es intenso y como la vida misma. Es otra obra sólida de Senez" expresó Boyd van Hoeij de The Hollywood Reporter."Una crítica cuidadosamente estructurada a la aterradora precariedad laboral (...) Recompensa" escribió Lisa Nesselson en "Screendaily".

### Premios y nominaciones
- Premios César
  - Mejor Actor a Romain Duris - Nominado
  - Mejor Película Extranjera - Nominada
- Premios Magritte
  - Mejor Película - Ganadora
  - Mejor Director a Guillaume Senez - Ganador
  - Mejor guion a Maarten Loix, Sam Garbarski y Guillaume Senez - Nominados
  - Mejor actriz de reparto a Lucie Debay - Ganadora
  - Mejor actor de revelación a Basile Grunberger - Nominado
  - Mejor actriz de revelación a Lena Girard Voss - Ganadora
  - Mejor montaje a Julie Brenta - Ganadora
- Premios Lumières
  - Mejor Actor a Romain Duris - Nominado
- Festival de Cine de Turín
  - Premio de la audiencia a Guillaume Senez - Ganador